# ロバート・アール・ジョーンズ
ロバート・アール・ジョーンズ（Robert Earl Jones、1910年2月3日 - 2006年9月7日）は、アメリカ合衆国の俳優。

## 出演作品
- マニアックコップ2
- サマーキャンプ・インフェルノ
- 人間の証明（ウィルシャー・ヘイワード）
- スティング（ルーサー・コールマン）
- わかれ道